# Desna (rzeka)
Desna (ukr. Десна, Desna, ros. Десна, Diesna) – rzeka w Rosji i na Ukrainie.
Jest najdłuższym, lewostronnym dopływem Dniepru.
Długość: 1130 km, powierzchnia zlewni – 88,9 tys. km²
Większe miasta położone nad rzeką: Briańsk, Nowogród Siewierski, Czernihów.
Główne dopływy: 
- lewe
  - Sejm
  - Oster
- prawe 
  - Sudost’
  - Snow
  - Stryżeń